# Afroedura africana
Afroedura africana (скельний гекон африканський) — вид геконоподібних ящірок родини геконових (Gekkonidae). Ендемік Намібії.

## Поширення і екологія
Африканські скельні гекони мешкають на півдні Дамараленду. Вони живуть в сухих саванах, серед скель і валунів, на висоті від 500 до 1500 м над рівнем моря.